# Affion Crockett

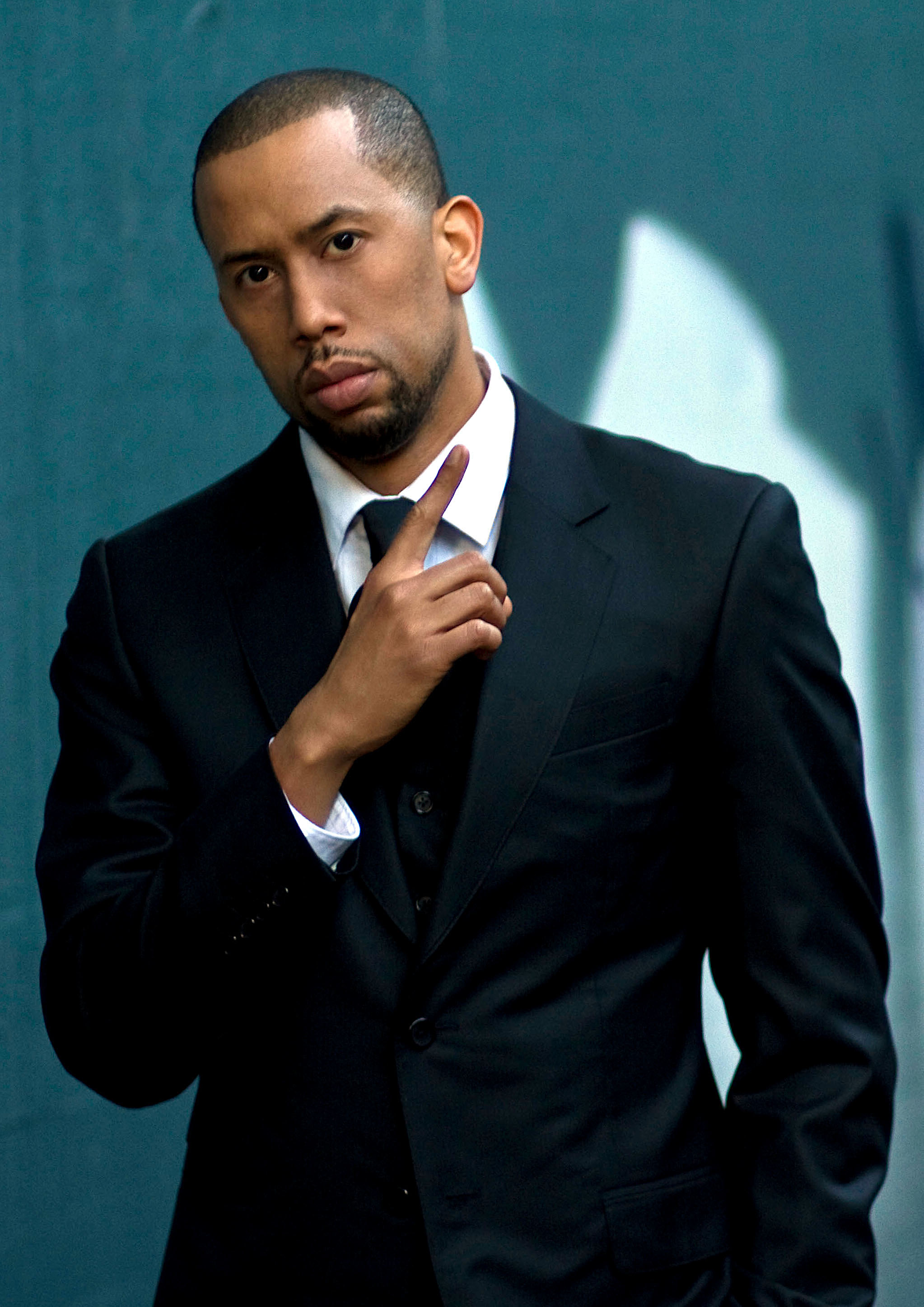
Affion Crockett (2010)

Affion Crockett (* 11. August 1974 in Fayetteville, North Carolina) ist ein US-amerikanischer Schauspieler, Drehbuchautor, Tänzer, Rapper, Komiker und Musikproduzent.

## Leben
Crockett startete seine Karriere als Tänzer mit einem Alter von 10 Jahren. Nachdem seinem Bachelor-Abschluss an der Fayetteville State University wurde er Unterhaltungskünstler.
Crockett wirkte in seiner eigenen Sketch-Show für den amerikanischen Fernsehsender FOX, In the Flow with Affion Crockett als Schauspieler und Produzent.
2012 veröffentlichte Crockett sein erstes Musikalbum mit dem Titel Watch the Clone im iTunes Store.
Crockett lebt in Los Angeles in Kalifornien.

## Filmografie
- 2000: 3 Engel für Charlie (Charlie’s Angels)
- 2002: For the Love of Money
- 2004: Compton Cowboy
- 2005: Das 1. Evangelium – Matthäus (Matthew 26:17)
- 2005: Miss Undercover 2 – Fabelhaft und bewaffnet (Miss Congeniality 2: Armed and Fabulous)
- 2006: Dead and Deader (Fernsehfilm)
- 2007: Universal Remote
- 2008: The Life and Times of Marcus Felony Brown (Fernsehfilm)
- 2008: Swipe
- 2008: Willkommen zu Hause, Roscoe Jenkins (Welcome Home Roscoe Jenkins)
- 2008: The Fighters (Never Back Down)
- 2008: Bar Starz
- 2008: Soul Men
- 2009: Blokhedz Mission G Animated Web Series
- 2009: Dance Flick – Der allerletzte Tanzfilm (Dance Flick)
- 2009: Endless Bummer
- 2010: Freaknik: The Musical
- 2010: Dance Fu
- 2011: In the Flow with Affion Crockett
- 2011: Mac & Devin Go to High School
- 2013: Ghost Movie (A Haunted House)
- 2013: Liebe im Gepäck (Baggage Claim)
- 2014: Ghost Movie 2 (A Haunted House 2)
- 2015: Die Trauzeugen AG (The Wedding Ringer)
- 2015: Pixels
- 2016: Fifty Shades of Black